# Ян Станіслав Сапіга
Ян Станіслав Сапіга гербу Лис (нар. 25 жовтня 1589, Молодечно — пом. 10 квітня 1635, Ляховичі) — державний діяч Великого князівства Литовського та Речі Посполитої, підстолій великий литовський (1611—1617), маршалок надвірний (1617—1621) і великий (1621—1635) литовський, маршалок Головного трибуналу Великого князівства Литовського (1612 і 1621); староста марковський, мядельський, ясвойненський, блуденський, слонімський, вілейський, губський, любошанський.

## Життєпис
Ян Станіслав народився 25 жовтня 1589 у Молодечно. Походив із черейсько-ружанської гілки роду Сапігів. Був найстаршим сином канцлера великого литовського Лева Сапіги та його першої дружини Дороти з Фірлеїв. Від першого шлюбу матері мав зведену сестру Барбару, а від другого шлюбу батька — зведених братів Кшиштофа Міхала, Казімєжа Леона (Лева) та сестру Анну.
Мати померла, коли йому було 2 роки й батьку довелося подбати про забезпечення малолітнього сина. Тому останньому передаються в цесію староства марковське та мядельське з державою куранецькою (1593), староства ясвойненське та блуденське (1597), маєток Лососин і староство слонімське (1605), держава губська (1607).
Навчався Ян Станіслав у єзуїтських навчальних закладах: Академії Віленській (1599—1603), Браунсберзькій єзуїтській колегії (1603—1605). Далі продовжив навчання за кордоном — спочатку в Вюрцбурзькому університеті (1606—1607), потім через Франкфурт-на-Майні поїхав до Франції, де в Парижі був учнем професора Сорбонни Ісаака Казобона. Повертаючись восени 1608 до Литви, він ненадовго зупинявся в Левені та Нюрнберзі.
1609 року Сапіга став придворним короля Сигізмунда III. У цьому статусі взяв участь у Смоленській кампанії (1609—1611), зокрема, у обороні фортеці Біла. 9 грудня 1611 року отримав за заслуги посаду підстолія великого литовського.
У 1611—1625 роках щонайменше 6 разів обирався послом на сейм. Був маршалком Головного трибуналу 1612 року. Протягом 1612—1613 років здійснив другу закордонну подорож до Священної Римської імперії та Італії. Під час неї був присутнім під час виборів нового імператора Матвія (1612), відвідав університетські Падую та Болонью, де вписався до метрик тамтешніх студентів, а на початку 1613 року в Римі мав аудієнцію в Папи Павла V.
У липні 1617 року король призначив Яна Станіслава Сапігу маршалком надвірним литовським. З того часу встановив приязні стосунки з королевичем Владиславом. Під час московської виправи 1617—1619 років проводив з ним активну переписку щодо перебігу кампанії.
1621 року Сапіга знову був обраний маршалком Головного трибуналу, отримав староство любошанське. 14 листопада цього ж року був призначений маршалком великим литовським.
З 1625 року Ян Станіслав брав участь у війні зі Швецією. Від батька, на той час гетьмана великого литовського, отримав керівництво литовським військом. Не маючи військового таланту, під час битви під Вальгофом 16 січня 1626 року він був зненацька заскочений шведами, його корпус був цілковито розбитий. Ця поразка надалі негативно відобразилася на його психічному здоров'ї. Зібравши рештки вояків, почав діяти спільно з польним гетьманом Кшиштофом Радзивіллом. У червні 1626 року керівництво литовським військом було передане Александрові Корвін-Госевському, а Ян Станіслав поїхав зі своїм почтом до Пруссії, де перебував король.

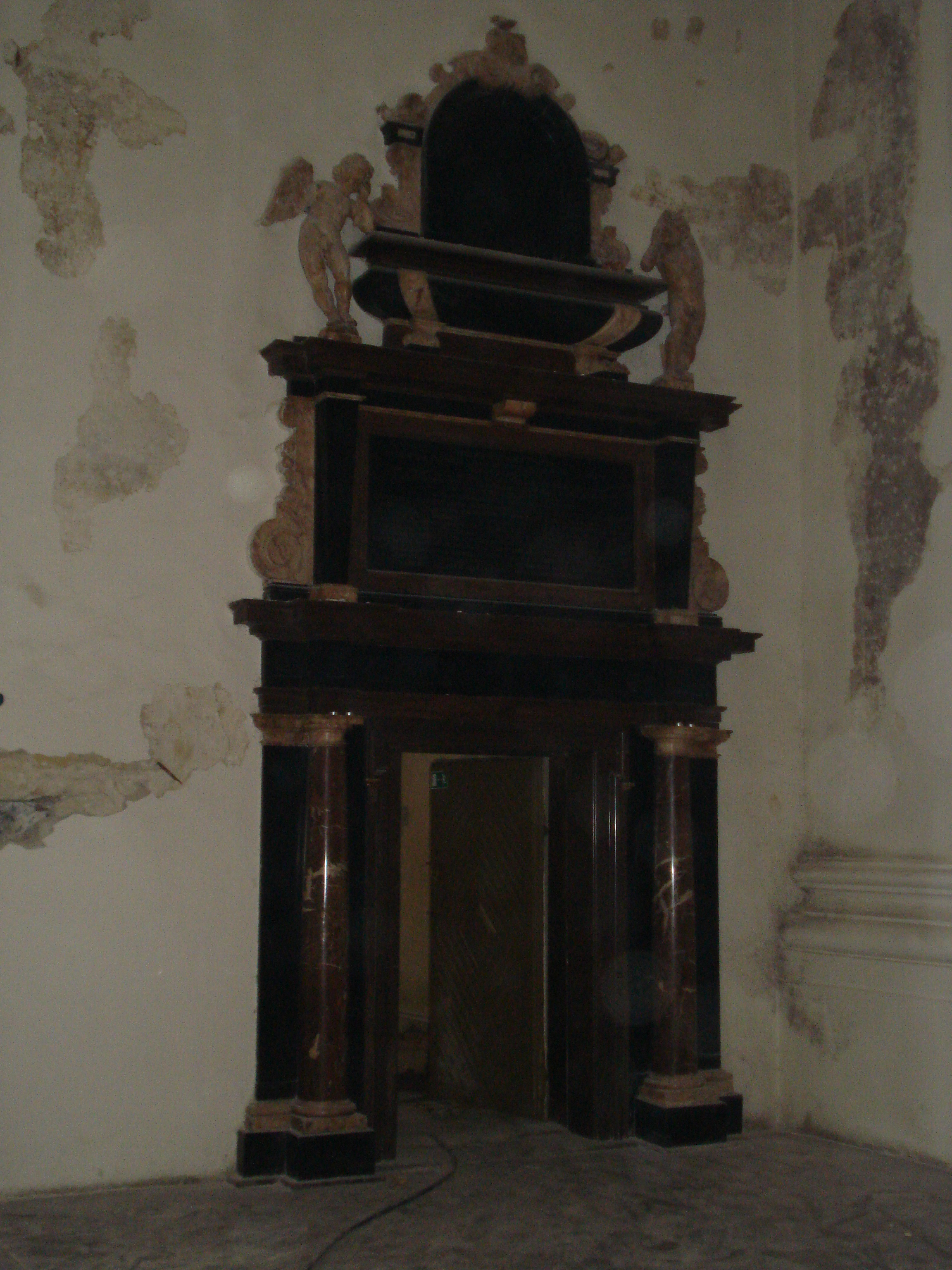
Пам'ятник Яну Станіславу Сапізі у костелі святого Михаїла Архангела у Вільнюсі

Починаючи з 1627 року здоров'я Сапіги значно погіршилося, він страждав від невідомого психічного захворювання. Упродовж 1628—1629 років їздив «на води» до Богемії й Італії. 1630 року перебув при імператорському дворі Фердинанда II у Відні.
Після повернення брав участь у сеймах 1631 i 1632 років. Під час елекції 1632 року став суддею генерального каптурового суду. Був електором Владислава IV від Новогрудського воєводства, підписав його pacta conventa. 1632 року отримав у цесію від батька староства марковське, губське та вілейське.
Очолював власні військові загони під час Смоленської кампанії 1633 року. Король терпимо ставився до присутності маршалка в своєму оточенні, хоча хвороба все більше давалася взнаки. Останній публічний виступ Яна Станіслава відбувся на початку 1635 року.
Помер 10 квітня 1635 року в Ляховичах. Був похований у крипті родової усипальниці Сапігів у костелі св. Михаїла Архангела у Вільнюсі, де раніше були поховані його обидві дружини та син Кароль. У храмі збереглася епітафія (надгробний пам'ятник) на його честь, зроблена на замовлення зведеного брата та спадкоємця Казімєжа Леона, знаходиться над входом до ризниці та крипти.

## Маєтності та фундації

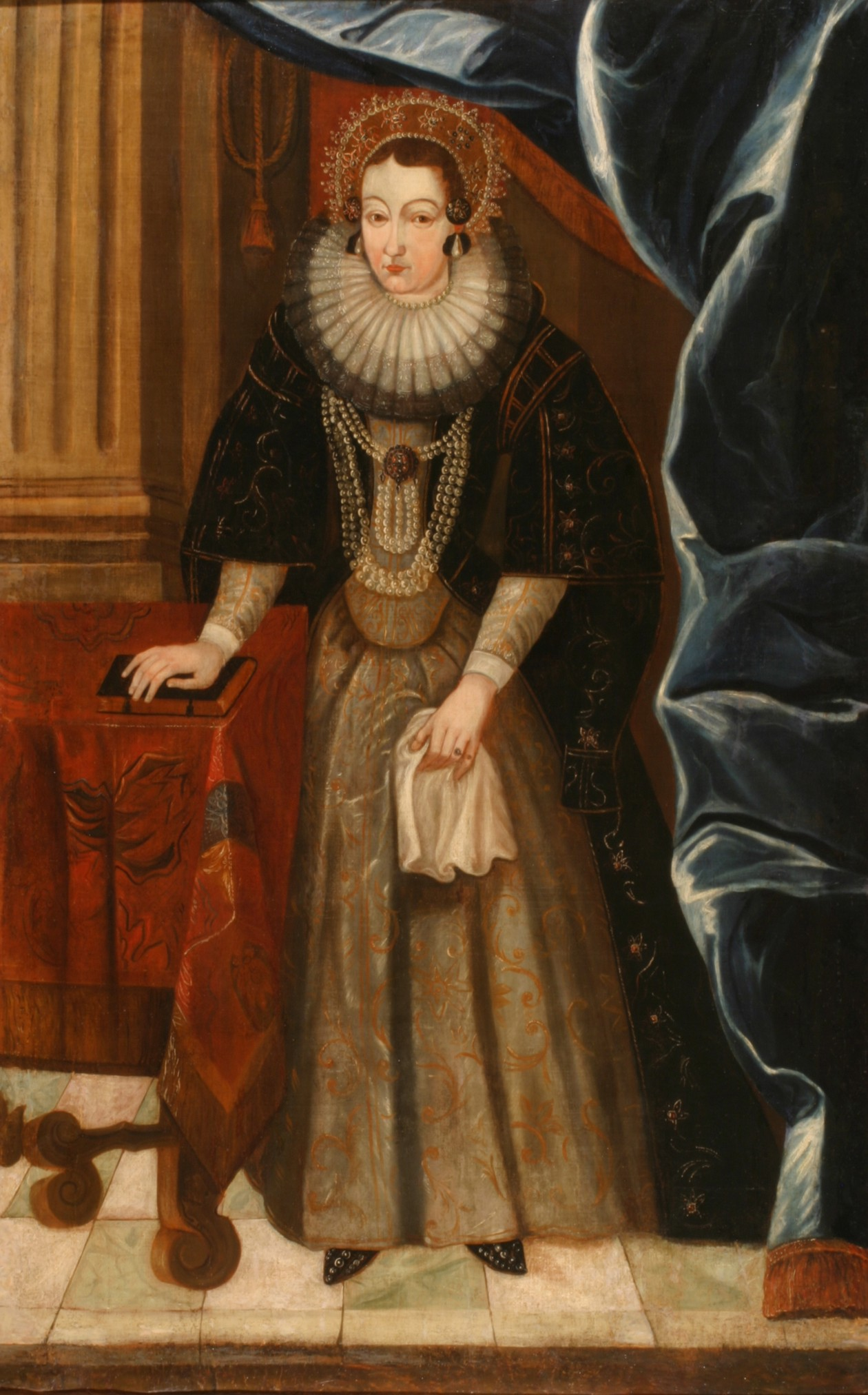
Портрет другої дружини Ґризельди з Водинських (1630-45)

Від батька Ян Станіслав Сапіга одідичив Іказнь разом із замком та Ружани з палацом і Косовим. Після смерті батька успадкував також 1633 року більше 10 маєтностей у Слонімському, Ошмянському та Оршанському повітах, зокрема Зельву, Березу, кам'яницю у Вільні. Близько 1620 року отримав Освею, 1627 придбав Цехановець. Після смерті першої дружини Анни Схоластики з Ходкевичів 1625 року, Ян Станіслав отримав у спадок її маєтності Ляховичі, Бихів, Шкуди та Кретингу.
Спадкоємцем всіх маєтностей став зведений брат Яна Станіслав, Казімєж Леон Сапіга.
8 серпня 1618 року Ян Станіслав підписав привілей на заснування біля Друї нового міста під назвою Сапєжин, а наступного року отримує для нього магдебурзьке право. Він був фундатором мурованого костелу латеранських каноніків у Слонімі, взяв участь у заснуванні Слонімського костелу та кляштору францисканців, фундував уніатську церкву в Іказні. У 1627—1628 роках ініціював ремонтно-будівельні роботи в Ляховицькому замку та модернізацію бастіонних міських укріплень і замку в Старому Бихові

## Сім'я
Ян Станіслав Сапіга був одружений двічі. Першою дружиною у вересні 1620 року стала Анна Схоластика (1604—1625), донька гетьмана великого литовського та віленського воєводи Яна Кароля Ходкевича. Мали сина Кароля, який помер у дитинстві.
1631 року одружився вдруге з 17-річною Ґризельдою з Водинських (1614—1633), прийомною донькою маршалка надвірного литовського Кшиштофа Вєсьоловського. Проте дружина померла протягом трохи більше року від весілля, дітей не мали.